# Kamenná (Boêmia do Sul)
Kamenná é uma comuna checa localizada na região da Boêmia do Sul, distrito de České Budějovice.